# Untamed (U-Boot)
HMS Untamed (Kennung: P58) war ein Unterseeboot der U-Klasse der britischen Royal Navy, das im Zweiten Weltkrieg kurz nach seiner Indienststellung bei einem Unfall sank.
Die Kiellegung des U-Boots mit der Rumpfnummer „P58“ erfolgte am 9. Oktober 1941 bei Vickers-Armstrong in Newcastle upon Tyne, England. Der Stapellauf fand am 8. Dezember 1942 statt, die Indienststellung am 14. April 1943. Danach wurde das U-Boot unter dem Kommando von Leutnant Gordon Maurice Noll der 3. U-Boot-Flottille in Holy Loch (Schottland) zugeteilt, um die Ausbildung der Besatzung abzuschließen.
Am 30. Mai 1943 nahm die Untamed an einer U-Boot-Abwehrübung mit Schiffen der 8th Escort Group teil. Nach dem Ende der dritten Übung um 14:50 Uhr tauchte das U-Boot trotz per Klopfsignal übermittelter Aufforderungen durch die für Übungszwecke eingesetzte Yacht Shemara nicht auf. Diese setzte daraufhin einen Notruf ab. Um 17:16 konnte man an Bord der Shemara und auf der kurz darauf eintreffenden Thrasher eine Folge von Geräuschen hören, die darauf deuteten, dass man an Bord des U-Boots versuchte, die Tanks auszublasen und die Maschinen zu starten. Um 17:45 endeten alle Lebenszeichen, auf Versuche von der Wasseroberfläche, mit der Besatzung durch Klopfzeichen Kontakt aufzunehmen, gab es keine Reaktion. Wegen des sich verschlechternden Wetters konnte erst am 1. Juni wieder ein Versuch unternommen werden, das U-Boot zu erreichen. Auf die Zeichen von Tauchern, die außen an den Rumpf klopften, gab es keine Reaktion mehr, auch waren keine erkennbaren Schäden am Rumpf zu erkennen. Beim Verlust des U-Boots starben alle 40 (nach anderen Angaben: 36) Mann an Bord.
Nach der Bergung des U-Boots am 5. Juli 1943 gelang es, die Unglücksursache zu rekonstruieren. Offenbar war es bei einem Versuch, das außen angebrachte Log in das Innere des Bootes zu holen, um es neu zu kalibrieren, zu einem massiven Wassereinbruch im Torpedoraum gekommen. Ursache hierfür war ein falsch eingebautes Ventil, das offen stand, während es der Anzeige nach geschlossen war. Ein ähnlicher Zwischenfall hat wahrscheinlich auch den Verlust der baugleichen Vandal verursacht, die drei Monate vorher bei einer Übungsfahrt in der Nähe spurlos verschwunden war (Hinweise auf die dortige Unglücksursache ergaben sich allerdings erst nach der Entdeckung des Wracks 1994). Die Besatzung scheint etwa vier Stunden lang versucht zu haben, das Wasser wieder herauszupumpen, statt das U-Boot zu verlassen. Man vermutete, dass der steigende Kohlenstoffdioxidanteil in der Atemluft zu Beeinträchtigungen der Urteilskraft führte. Schließlich begaben sich die Männer in den Maschinenraum, um das Boot mit Hilfe von Tauchrettern durch die hintere Ausstiegsluke zu verlassen. Hierzu war es notwendig, den Maschinenraum zu fluten, da die Luke ansonsten gegen den Wasserdruck nicht zu öffnen gewesen wäre. Wegen eines weiteren falsch eingebauten Ventils verzögerte sich das Fluten so lange, dass die Besatzungsmitglieder wegen Sauerstoffmangels bewusstlos wurden und starben, bevor sie das Wrack verlassen konnten. Nach ihrer Bergung wurden die Toten der Untamed auf dem Friedhof von Dunoon begraben.
Das U-Boot wurde nach seiner Bergung repariert, in Vitality umbenannt und im Juni 1944 wieder in Dienst gestellt. Knapp zwei Jahre später, am 13. Februar 1946 wurde die Vitality zum Verschrotten verkauft und abgewrackt.